# 葡式蛋撻

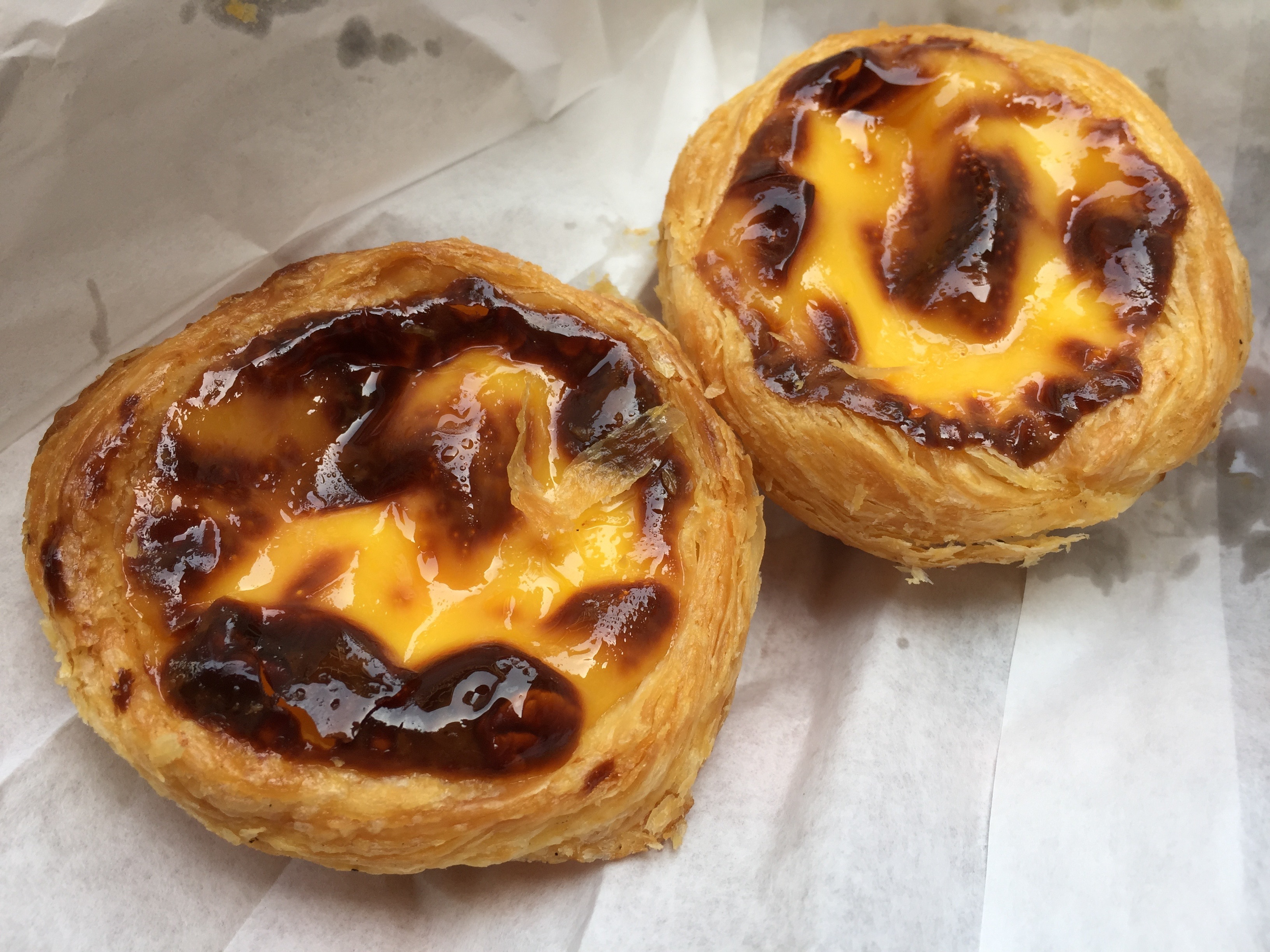
澳门的葡撻

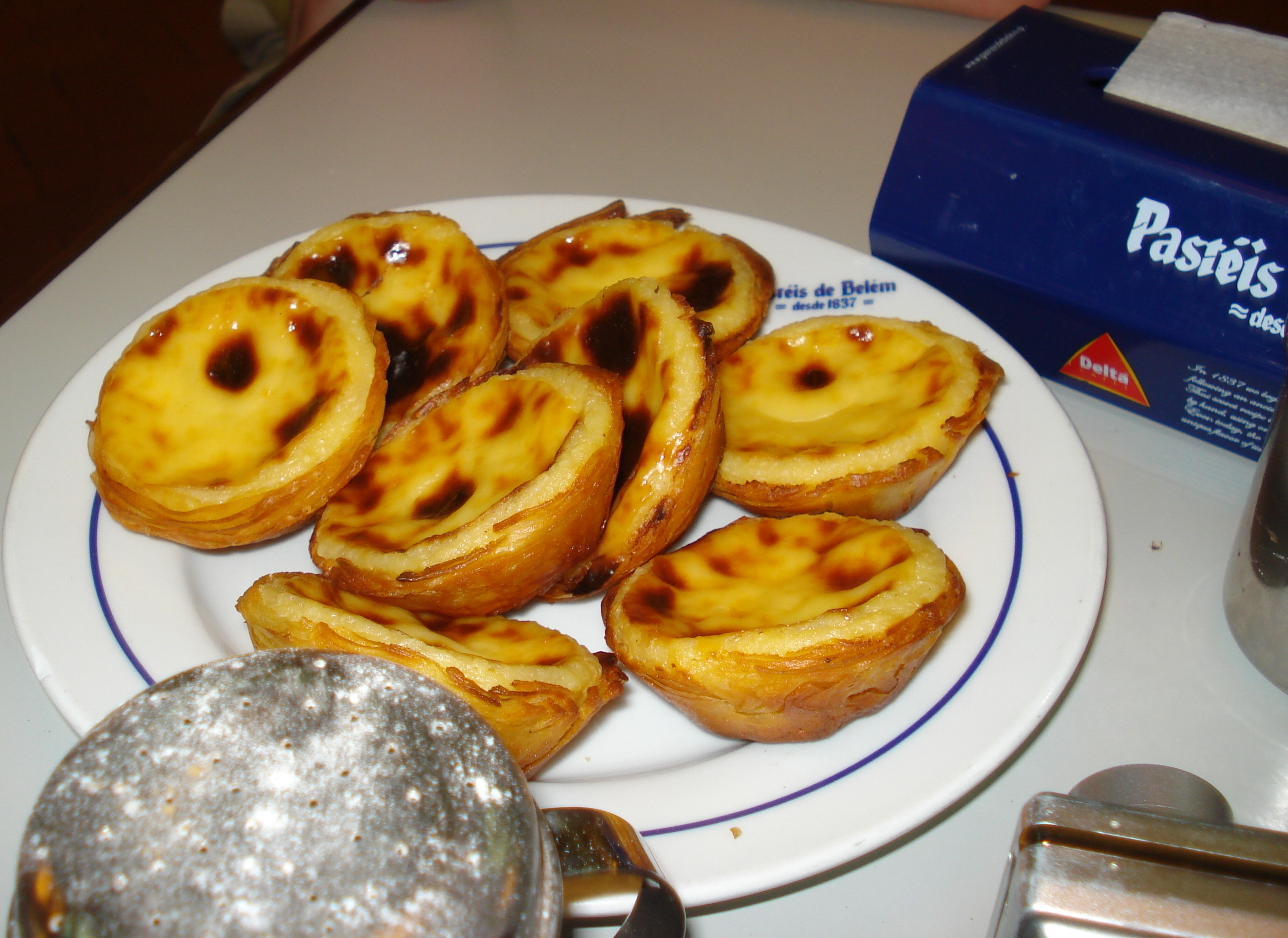
里斯本貝林老店出售的蛋撻

葡式蛋撻（葡萄牙語：pastel de nata），又稱葡式奶油撻、焦糖瑪琪朵蛋撻，中國大陸稱葡式蛋撻，是一種小型的奶油酥皮餡餅點心，属于蛋撻的一种，焦黑的表面（是糖過度受熱後的焦糖）為其特徵。廣泛地存在於葡萄牙與葡萄牙語圈國家，以及有大量葡萄牙移民的國家及地區（例：美國、澳門、加拿大、盧森堡和法國）。
葡式蛋挞的葡语名意思是奶油糕点。它的葡语别名叫 pastel de Belém（复数形式為 pastéis de Belém），意思是指“贝伦区糕点”。

## 历史

### 里斯本发明

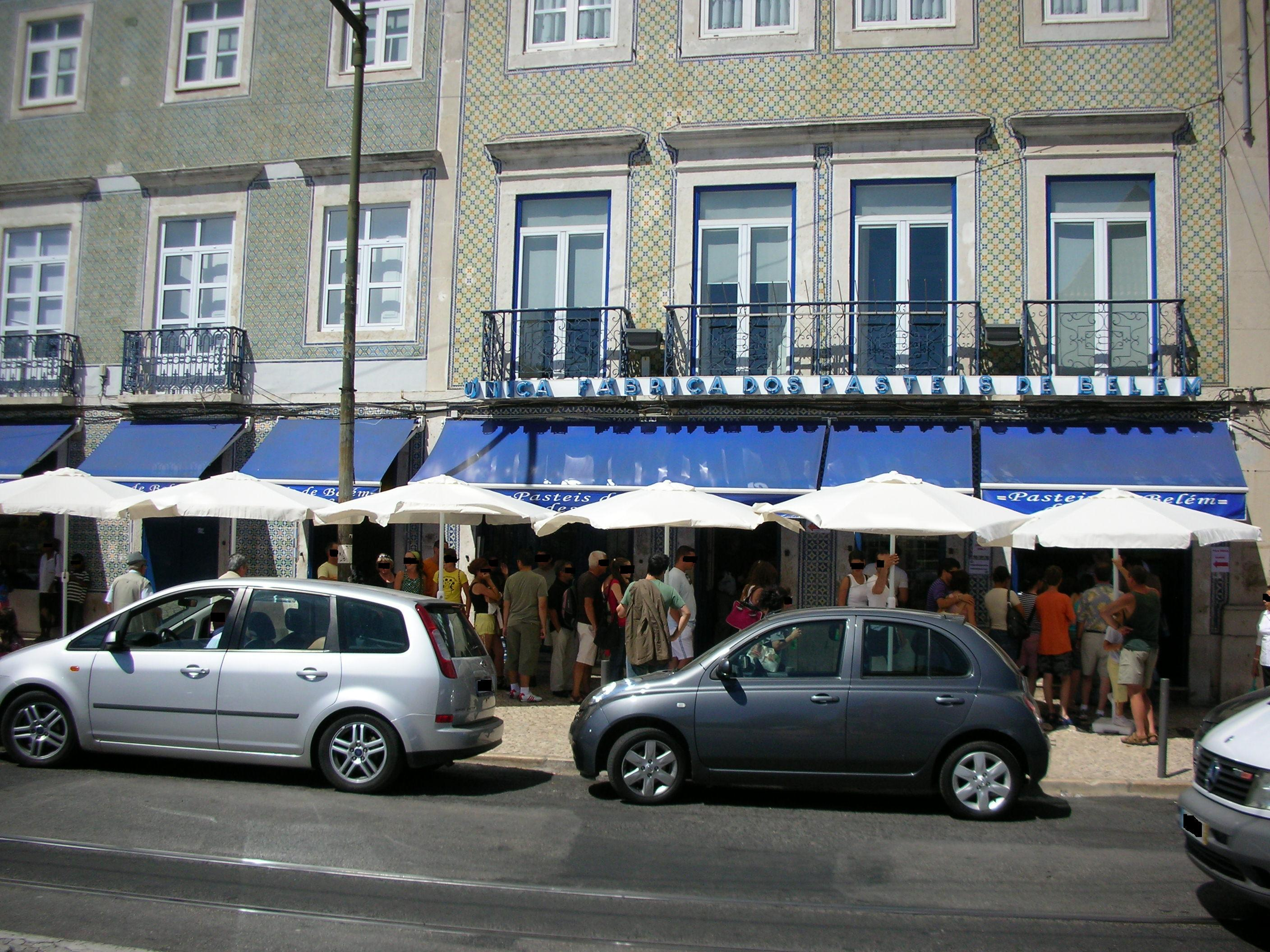
里斯本贝伦蛋撻店

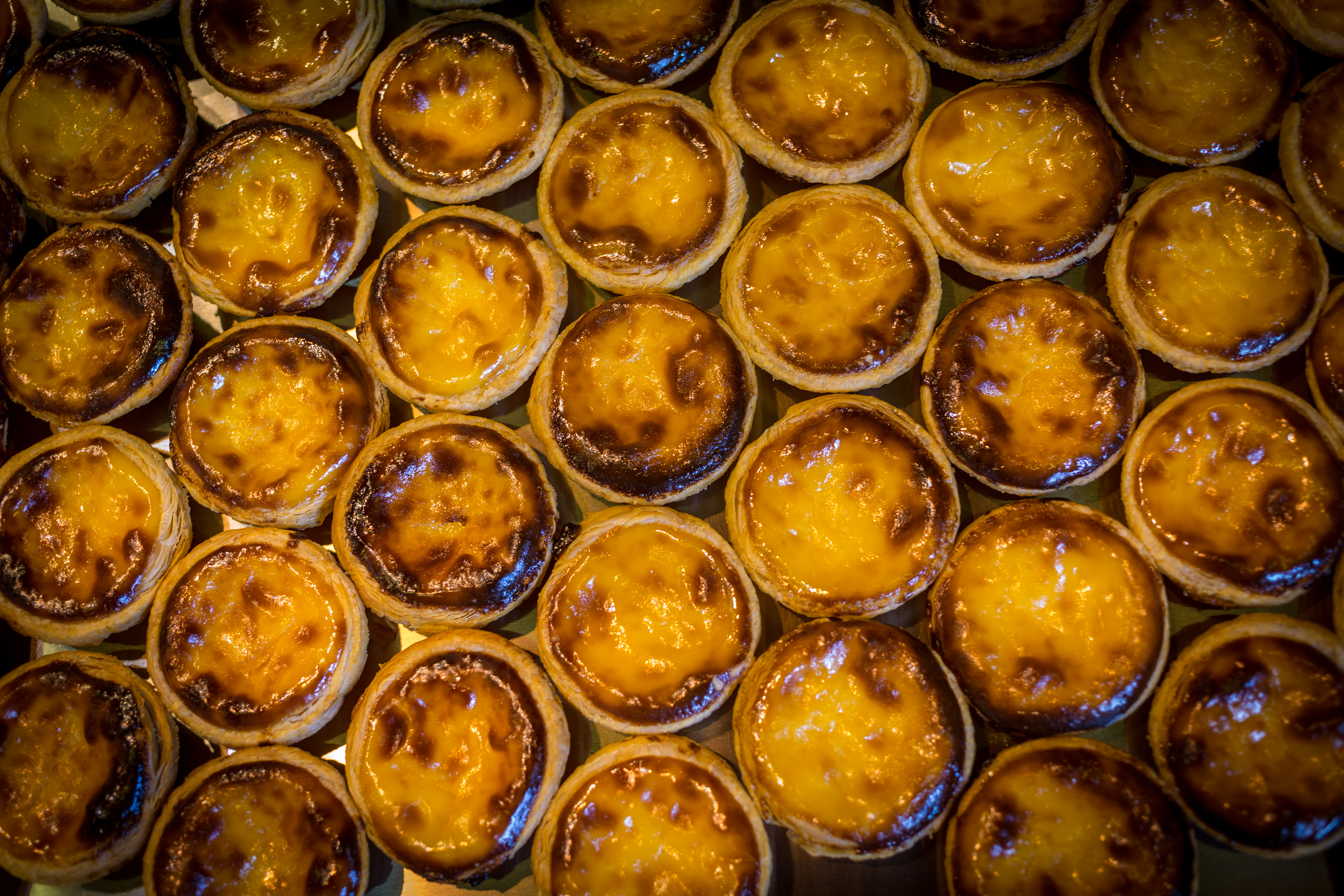
葡式蛋撻

葡式蛋撻最早由18世紀葡萄牙里斯本贝伦区熱羅尼莫斯修道院（Mosteiro dos Jerónimos）的修女發明，1820年代修道院关闭。自1837年开始，原来的蛋撻在世俗饼店  有售，因为店面位于里斯本贝伦区（Belém），那里卖的蛋撻稱作白冷撻（pastéis de Belém）。今日，饼店已是贝伦区的旅游热点。

### 澳门改良-葡式蛋塔的鼻祖
1989年，英國人安德魯·史斗（Andrew Stow）使用英式蛋撻的手法製作出澳門版的葡式蛋撻，他把傳統葡撻的配方更改，棄用吉士粉，改用忌廉、雞蛋、牛奶和減少糖的用量，撻餡的奶油雞蛋更像是英式蛋撻，但保留了焦糖斑點頂部的葡式蛋撻特色。經多次賞試將配料份量和配搭方式調整後製作而成的葡撻在澳門路環自家的店舖出售，葡人與當地人嘗試後互相廣傳，後一炮而紅，隨即慕名而至者眾，在澳門發揚光大並衝出亞洲，揭起一片葡撻熱潮，後並成為澳門著名的小吃。1989年安德鲁在路环撻沙街一号开设安德鲁饼店，是葡撻的鼻祖。其後其分店开至兩岸三地、日本、泰國、菲律賓及韓國，且仿製者不少。他與太太瑪嘉烈1997年離婚後，太太則以瑪嘉烈之名在澳門半島經營一店，后来又和肯德基合作推出套餐。

## 食用
葡撻可以熱吃或冷吃。食用時可洒上肉桂、糖粉或生蛋等等。

## 流行
1990年代末期至今，葡式蛋撻在台灣都是熱門的甜點，眾多葡式蛋撻專賣店短時間大量開設，包括肯德基等均趕上此一熱潮，專門向澳門「瑪嘉烈」葡撻店購入製作配方，葡式蛋撻頓時成為熱門商品，甚至一度導致蛋價上揚，雞蛋供應不足的地步，時至今日對葡撻的熱愛程度依然未有一絲消退的跡象，全世界每天售出的葡撻更是不盡其數。肯德基收購葡式蛋撻配方後，在其自家連鎖店面提供葡撻作為甜點。由於近來肯德基時常推出新創葡撻口味而時受好評，亦有戲稱其為「被炸雞耽誤的蛋撻店」。

## 外部連結
- Pastéis de Belém: Hot on the Trail of a Legend （页面存档备份，存于） from Leite's Culinaria
- There's history - and a secret - in every bite （页面存档备份，存于） This article outlines the history and popularity of pasteis de nata in Portugal.